# Yuan Jiajun
Yuan Jiajun, född 27 september 1962 i Tonghua, är en kinesisk rymdingenjör och kommunistisk politiker på ledande nivå. Han är partichef i Chongqing och sedan oktober 2022 ledamot i politbyrån i Kinas kommunistiska parti.
Yuan har en examen i flygplansdesign och tillämpad mekanik från Beihang-universitetet och har även studerat vid Deutsches Zentrum für Luft- und Raumfahrt. 2000 blev han chef över Shenzhouprogrammet och 2007 blev han chef för China Aerospace Science and Technology Corporation.
2007 valdes han in i den sjuttonde centralkommittén i Kinas kommunistiska parti och han var partichef i Zhejiang åren 2020-22. Yuan räknas till den grupp av flyg- och rymdingenjörer som befordrats till ledande poster under Xi Jinpings ledarskap.